# 118172 Vorgebirge
118172 Vorgebirge è un asteroide della fascia principale. Scoperto nel 1989, presenta un'orbita caratterizzata da un semiasse maggiore pari a 2,7180539 UA e da un'eccentricità di 0,3647467, inclinata di 14,82313° rispetto all'eclittica.
Dal 13 aprile al 13 giugno 2006, quando 129342 Ependes ricevette la denominazione ufficiale, è stato l'asteroide denominato con il più alto numero ordinale. Prima della sua denominazione, il primato era di 117506 Wildberg.
L'asteroide è dedicato ai contrafforti montuosi tra Bonn e Colonia tramite l'endonimo in tedesco.